# Pandėlys
Pandėlys es una ciudad de Lituania, capital de la seniūnija homónima en el municipio-distrito de Rokiškis de la provincia de Panevėžys.
En 2011, la ciudad tenía una población de 809 habitantes. Es la localidad menos poblada de la provincia con estatus de ciudad.
Se conoce la existencia del pueblo en documentos desde 1591. En 1655, durante El Diluvio, el asentamiento resultó gravemente destruido por la invasión sueca. A partir del siglo XVIII se desarrolló como núcleo comercial y en 1781 recibió derechos de mercado. En 1916 se abrió aquí una estación de ferrocarril en la línea de Skapiškis a Suvainiškis, que se desmanteló en  1960. La RSS de Lituania le dio el estatus de capital distrital en 1950 y el de ciudad en 1956, para servir como centro administrativo de dos koljoses. En 1962 pasó a formar parte del distrito de Rokiškis y en los años posteriores su economía dejó de basarse en la agricultura, formándose aquí una pequeña industria.
Se ubica unos 20 km al noroeste de la capital municipal Rokiškis, sobre la carretera 123 que lleva a Biržai.